# بطولة أوروبا لألعاب القوى 2024 – سباق 100 متر حواجز للسيدات
أقيمت منافسات سباق 100 متر حواجز للسيدات في بطولة أوروبا لألعاب القوى 2024 في ملعب الأوليمبيكو يومي 7 و8 يونيو.

## ملخص المسابقة
| حدث                        | الذهبية                           | الفضية                          | البرونزية                      |
| -------------------------- | --------------------------------- | ------------------------------- | ------------------------------ |
| سباق 100 متر حواجز للسيدات | سيرينا سامبا-ماييلا · فرنسا (FRA) | ديتاجي كامبوندجي · سويسرا (SUI) | بيا سكرزيسوفسكا · بولندا (POL) |

## السجلات
| الأرقام القياسية المسجلة قبل بطولة أوروبا لألعاب القوى 2024 | الأرقام القياسية المسجلة قبل بطولة أوروبا لألعاب القوى 2024 | الأرقام القياسية المسجلة قبل بطولة أوروبا لألعاب القوى 2024 | الأرقام القياسية المسجلة قبل بطولة أوروبا لألعاب القوى 2024 | الأرقام القياسية المسجلة قبل بطولة أوروبا لألعاب القوى 2024 |
| ----------------------------------------------------------- | ----------------------------------------------------------- | ----------------------------------------------------------- | ----------------------------------------------------------- | ----------------------------------------------------------- |
| الرقم القياسي العالمي                                       | توبي أموسان (نيجيريا)                                       | 12.12                                                       | يوجين، أوريغون، الولايات المتحدة                            | 24 يوليو 2022                                               |
| الرقم القياسي الأوروبي                                      | يوردانكا دونكوفا (بلغاريا)                                  | 12.21                                                       | ستارا زاغورا، بلغاريا                                       | 20 أغسطس 1988                                               |
| رقم البطولة                                                 | يوردانكا دونكوفا (بلغاريا)                                  | 12.38                                                       | شتوتغارت، ألمانيا الغربية                                   | 29 أغسطس 1986                                               |
| الرائد عالميًا                                               | توبي أموسان (نيجيريا)                                       | 12.40                                                       | كينغستون، جامايكا                                           | 11 مايو 2024                                                |
| الرائد أوروبا                                               | ديتاجي كامبوندجي (سويسرا)                                   | 12.49                                                       | الدوحة، قطر                                                 | 10 مايو 2024                                                |

### النهائي
بدأت المباراة النهائية يوم 8 يونيو في الساعة 22:08.